# André Schwartz-Bart
André Schwartz-Bart (født 28. maj 1928 i Metz, død 30. september 2006 i Pointe-à-Pitre) var en fransk forfatter, der i 1959 fik Goncourtprisen for romanen Le Dernier des Justes.